# 能條純一
能條 純一（のうじょう じゅんいち、本名同じ、1951年（昭和26年）1月22日 - ）は、日本の漫画家。東京都墨田区出身。男性。血液型はB型。

## 概要
クールでシャープな描線、タッチが特徴的な絵柄の作家である。見せ所は、主に男の美学。
1971年（昭和46年）、『COM』の読者投稿コーナー「ぐら・こん」に『錯乱』で佳作入賞。漫画家としてのデビュー後、1980年代中期までは『漫画エロトピア』『エロトピアデラックス』（ワニマガジン社）を中心に、成人向けの劇画作品を発表していた。
1985年から『別冊近代麻雀』（竹書房）で連載した『哭きの竜』で注目され、1987年には『コミックモーニング』（講談社）で『翔丸』を連載。『近代麻雀オリジナル』連載の『プロ』で注目され、『コミックモーニング』で『アクター』を連載したかわぐちかいじと同じ経路でメジャー作家となった。
1996年（平成8年）、『月下の棋士』で第42回（平成8年度）小学館漫画賞受賞。
『月下の棋士』は2000年（平成12年）、森田剛主演によりテレビ朝日にてテレビドラマ化された。
『哭きの竜』や『翔丸』に代表される、クールな主人公が登場する乾いた雰囲気の作品から、『プリンス』『ずっこけ侍ミケランジロウ』などの軽妙な人情モノの両極な作風が特徴で、『月下の棋士』や『昭和天皇物語』はその中間の作風と言える。古屋兎丸が作画を担当した短編漫画『何を切る!?』では、『哭きの竜』のパロディーギャグ漫画の原作を担当した。
ネームは描かず、最初から原稿に描くので、ペン入れをした後でボツになることもあったという。

## 作品リスト
- アニマル処女（1976年、サン出版） - 単行本全1巻、農條純一名義
- 甘い生活（1981年、壱番館書房） - 単行本全1巻
- 愛撫して（1982年、壱番館書房） - 単行本全1巻
- セクシーギャル（1982年 - 1983年、『漫画アルタ』、双葉社） - 単行本全4巻
- あさくさヨッコ（1982年 - 1983年、『別冊漫画アクション』、双葉社） - 単行本全1巻
- わたしは雀（1982年 - 1983年、『別冊近代麻雀』、竹書房） - 単行本全2巻(未完)
- ベビードール（1983年 - 1984年、『漫画アルタ』、双葉社） - 単行本全1巻
- 桃子の絵日記（1984年、壱番館書房） - 単行本全1巻
- 哭きの竜（1985年 - 1991年、『別冊近代麻雀』、竹書房） - 単行本全9巻
- 天の男（1986年 - 1987年、『エロトピア』、ワニマガジン社） - 単行本全1巻
- ずっこけ侍ミケランジロウ（1987年、『プレイコミック』、秋田書店） - 単行本全1巻
- 翔丸（1987年-1989年、『モーニング』、講談社） - 単行本全3巻
- 悲しいぜっ（1989年、『モーニング』、講談社） - 単行本全1巻
- 東京荒野（原作：久保田千太郎、1989年、『ビッグコミック』、小学館） - 単行本全1巻
- ゴッドハンド（1990年 - 1991年、『ビッグコミックスペリオール』、小学館） - 単行本全3巻
- Dr.汞（協力：中原とほる、1991年 - 1993年、『ミスターマガジン』・『週刊ヤングマガジン』、講談社） - 単行本全5巻
- プリンス（1992年 - 1993年、『ビッグコミックスペリオール』） - 単行本全3巻
- 月下の棋士（1993年 - 2001年、『ビッグコミックスピリッツ』、小学館） - 単行本全32巻
- 無力の王（1996年、『ビッグコミックオリジナル増刊』、小学館） - 単行本全1巻
- J.Boy（2002年 - 2003年、『ビッグコミックスピリッツ』） - 単行本全6巻
- 奇跡の少年（2004年、『週刊少年マガジン』、講談社） - 単行本全3巻
- 愛の殺人者 渇きのセイ（2005年、『モーニング』） - 単行本全2巻
- 麻雀飛翔伝 哭きの竜 外伝（2005年 - 、『近代麻雀』、竹書房） - 単行本全9巻
- 弁護士 響渡流（『月刊アフタヌーン』、講談社）
- アレルヤ-Hallelujah（2007年 - 2008年、『ビッグコミックオリジナル』、小学館） - 単行本全5巻
- ばりごく麺（2008年 - 2009年、『ビジネスジャンプ』、集英社） - 単行本全4巻
- 鞍生人 (2011年 - 2012年、『月刊コミック＠バンチ』、 新潮社） - 単行本全1巻
- いねむり先生（原作：伊集院静、2012年 - 2014年、『グランドジャンプPREMIUM』、集英社） - 単行本全4巻
- 月をさすゆび（原作：永福一成、2014年 - 2016年、『ビッグコミックオリジナル』、小学館） - 単行本全4巻
- 昭和天皇物語（原作：半藤一利『昭和史』、脚本：永福一成、監修：志波秀宇、2017年 - 、『ビッグコミックオリジナル』、小学館） - 単行本既刊17巻

### テレビアニメ
- 3月のライオン（第3話エンドカード）
- 刻刻（第2話エンドカード）

### その他
- 何を切る!?（原作担当、作画：古屋兎丸、「Wsamarus2001」収録）